# جان مک‌گرگور
جان مک‌گرگور (انگلیسی: Jon McGregor؛ زادهٔ ۱۹۷۶ (۴۸–۴۹ سال))نویسنده رمان و داستان کوتاه بریتانیایی است. اولین رمان او در فهرست اولیه جایزه ادبی من بوکر بود. سومین رمان مک‌گرگور برنده جایزه ایمپک دوبلین شد.

## کتابشناسی
- اگر کسی دربارهٔ چیزهای مهم حرف نزنه (۲۰۰۲)
- هزار راه نرفته (۲۰۰۷)
- حتی سگها (۲۰۱۰)
- این اتفاقی نیست که برای کسی مثل شما بیفته (۲۰۱۲)